# Anna Riva
Anna Riva, pseudonimo di Dorothy Spencer (1922 – 2003), è stata una scrittrice, imprenditrice e occultista statunitense.
È nota, oltre che per i suoi libretti sulla stregoneria, il vudù e l'hoodoo, per avere creato una linea di prodotti recanti il suo nome per la pratica dell'hoodoo: tra di essi particolare successo hanno avuto i suoi oli magici, tanto da essere oggi venduti anche nei negozi esoterici europei. Quando si ritirò dall'attività alla fine degli anni novanta, la sua compagnia, International Imports, fu rilevata dalla Indio Products, oggi Wisdom Products, che continua la produzione e la vendita delle sue linee.

## Opere di Anna Riva
- Modern Witchcraft Spellbook (1973)
- The Modern herbal spellbook (1974)
- Voodoo Handbook of Cult Secrets (1974)
- Secrets of Magical Seals: A Modern Grimoire of Amulets, Charms, Symbols and Talismans (1975)
- Spellcraft, Hexcraft and Witchcraft (1977)
- Candle Burning Magic: A Spellbook of Rituals for Good and Evil (1980)
- Powers of the Psalms (1982)
- Devotions to the Saints (1982)
- Golden Secrets of Mystic Oils (1990)
- Your Lucky Numbers Forever (1992)
- How to Conduct a Seance (1997)

| Controllo di autorità | VIAF (EN) 3852363 · ISNI (EN) 0000 0000 3235 8817 · LCCN (EN) n83160189 · J9U (EN, HE) 987007361097305171 |